# Tanneberger Loch

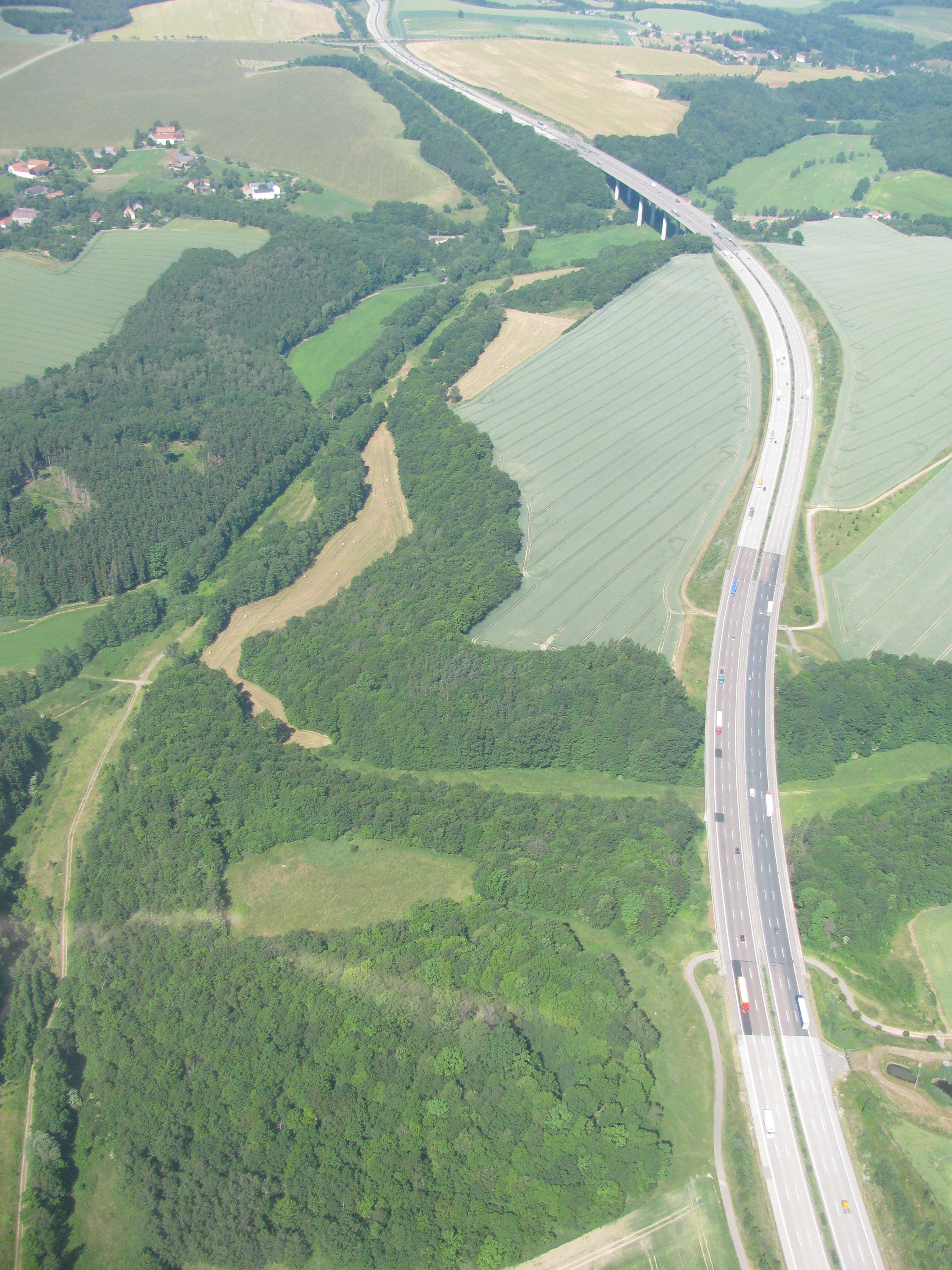
Rechts die neue Autobahn aus der Vogelperspektive, links die alte Streckenführung im Tanneberger Loch, die auf diesem Bild von 2010 noch sehr gut zu erkennen ist.

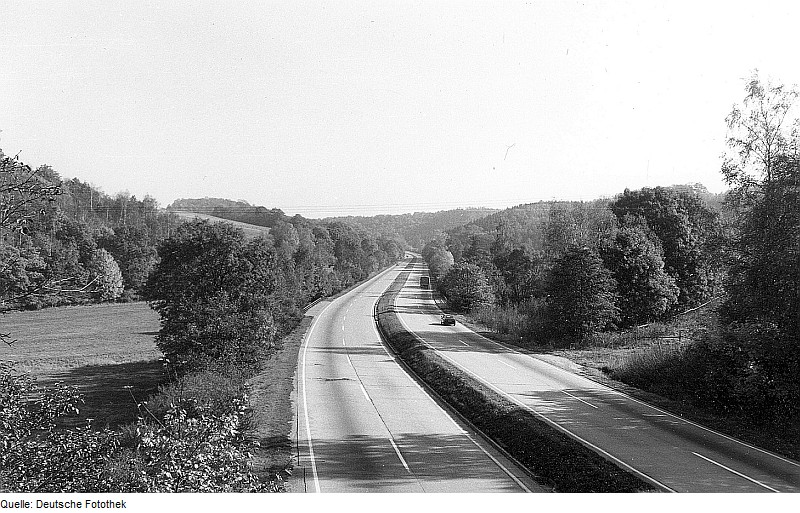
Kaum befahrene Autobahn im Tanneberger Loch im Oktober 1982, Blick nach Osten

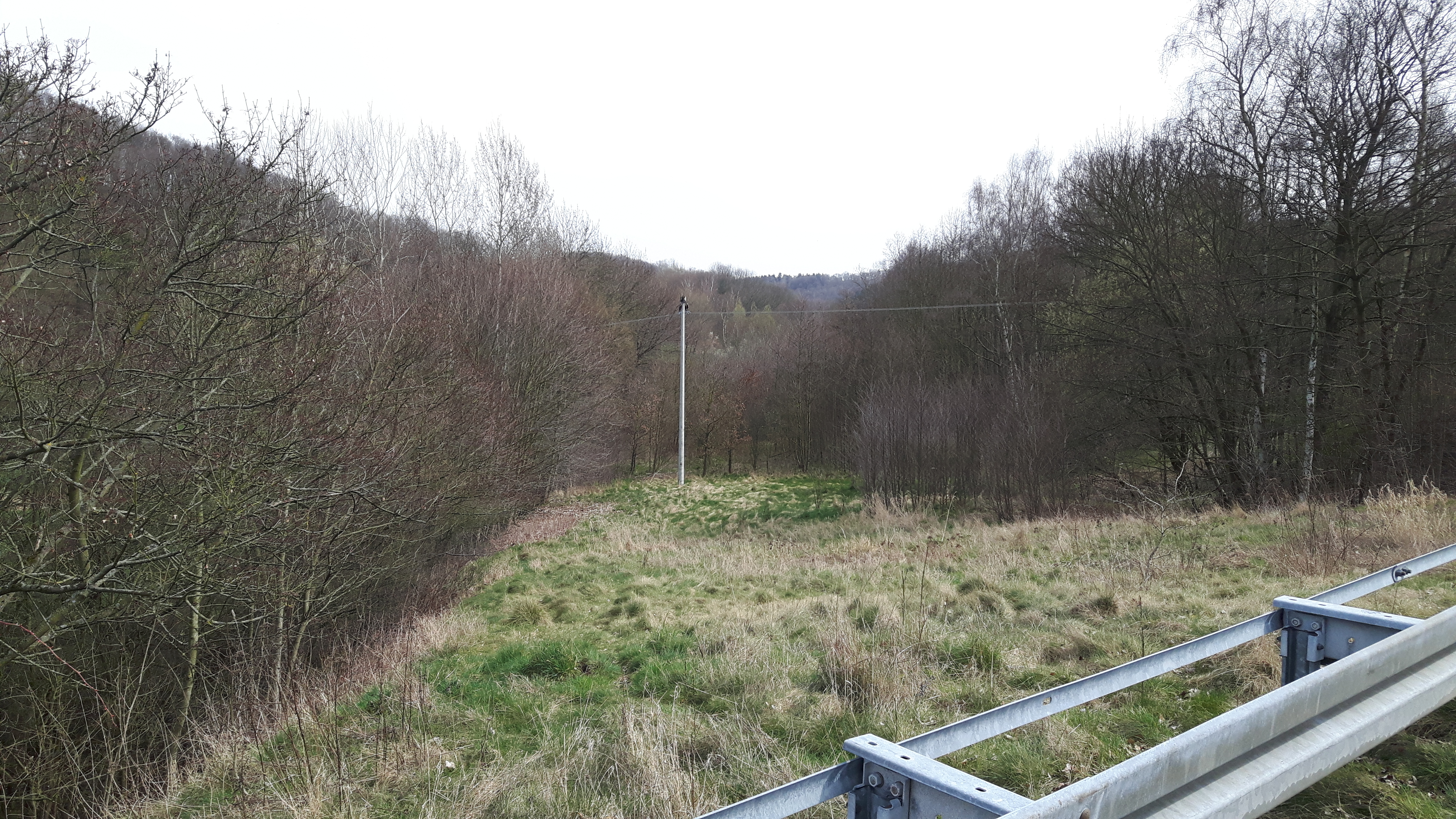
Alte Autobahn im Tanneberger Loch 34 Jahre später vom gleichen Standort, Blick nach Osten

Als Tanneberger Loch, benannt nach dem nahen Dorf Tanneberg, wird ein früherer Abschnitt der Bundesautobahn 4 in Sachsen zwischen Dresden und Chemnitz bezeichnet. Die Autobahn durchquerte dort das Triebischtal. Bekannt durch starke Steigungen und als Unfallschwerpunkt, wurde für den Bereich in den 1990er Jahren die Trassenverlegung Triebischtäler geplant und umgesetzt. Seit 1999 verläuft die Autobahntrasse etwas weiter nördlich und umgeht das Tanneberger Loch auf mehreren Talbrücken.

## Lage
Das Tanneberger Loch befindet sich im Zentrum Sachsens im äußersten Süden des Landkreises Meißen, etwa elf Kilometer westlich der Dresdner Stadtgrenze und 22 Kilometer Luftlinie von Dresdens Stadtzentrum entfernt. Das Flüsschen Triebisch fließt, vom Tharandter Wald kommend, in diesem Bereich in einem engen, 50 Meter tief ins Meißner Hochland eingeschnittenen Tal grob nach Norden in Richtung Meißen, wo es in die Elbe mündet.

## Früherer Verlauf der Autobahn
Die A 4 verläuft in dem Gebiet in Ost-West-Richtung zwischen der Autobahnabfahrt Wilsdruff und dem Autobahndreieck Nossen, wo die Bundesautobahn 14 nach Leipzig abzweigt. Die alte Trasse trennt sich in Fahrtrichtung Chemnitz vom Neubau-Abschnitt etwa zwei Kilometer nördlich der Ortslage Blankenstein beziehungsweise 4,5 Streckenkilometer westlich des Funkturms Wilsdruff, einer bekannten Landmarke. Zunächst verlief die Autobahn hier mit starkem Gefälle nach Südwesten und beschrieb bis zum Erreichen der Talsohle eine Rechtskurve. Im Triebischtal selbst ging die Strecke knapp einen Kilometer geradeaus und überquerte dabei die schlingenreiche Triebisch dreimal. Zwischen den ersten beiden Überquerungen befand sich ein kleiner Parkplatz ohne Verzögerungs- und Beschleunigungsspur – in der Gegenrichtung war kein Parkplatz vorhanden. An der dritten Überquerung, kurz vor dem Verlassen der Senke, schwenkte die Strecke auf eine Linkskurve ein. Im engen Krebsgrund, einem linken Seitentälchen des Triebischtals, führte sie wieder hinauf ins Hochland. Dort angekommen, etwa einen Kilometer südlich der Ortslage Rothschönberg, verläuft die alte Trasse auf einer Länge von zwei Kilometern wenige Meter südlich der neuen, bis beide unmittelbar am Dreieck Nossen wieder zusammentreffen.

## Geschichte der Autobahntrasse im Tanneberger Loch

### Autobahnbau in den 1930er Jahren

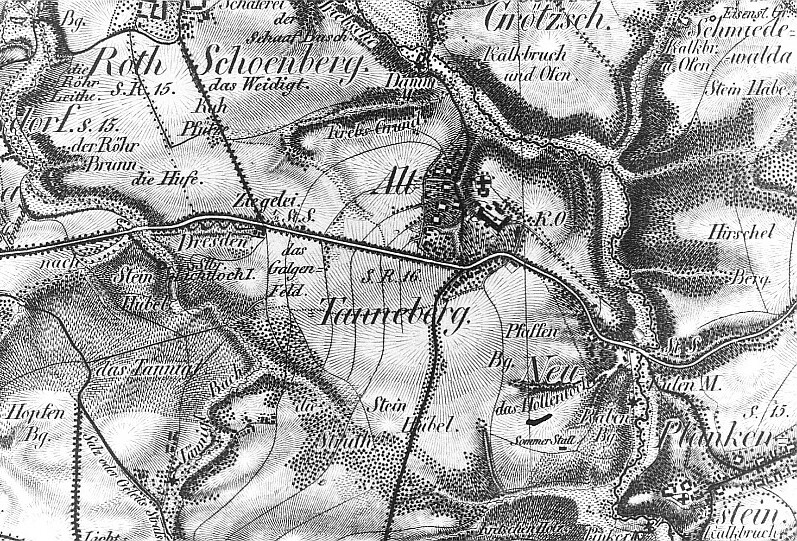
Die Autobahn – hier eine Karte knapp ein Jahrhundert vor ihrem Bau – führte durch das nördlich des Hirschelbergs gelegene Seitental zur Triebisch hinab, folgte deren Tal bis nördlich von Tanneberg und bog dann halblinks in den Krebsgrund ein. Weiter verlief sie an der Kuhpfütze und dem Röhrbrunn vorbei.

Im Zusammenhang mit dem Bauprogramm für verschiedene Reichsautobahnen verfolgten die Nationalsozialisten in den 1930er Jahren auch den Plan einer Ost-West-Verbindung von der Oberlausitz bis nach Hessen, an die neben wichtigen thüringischen Städten wie Erfurt, Gera und Jena auch die sächsischen Großstädte Chemnitz und Dresden angebunden werden sollten. Die für Sachsen zuständige „Oberste Bauleitung der Reichsautobahnen“ (OBR) Dresden leitete schließlich den Bau der zuvor von der „Gesellschaft zur Vorbereitung der Reichsautobahnen“ (GeZuVor) geplanten Strecke 83 Dresden–Chemnitz–Meerane ein. Erster Spatenstich war am 21. März 1934 an der 15 Kilometer östlich des Tanneberger Lochs gelegenen Anschlussstelle Dresden-Altstadt. Von dort schritt der Bau nach Westen fort.
Die Autobahnen wurden kunstvoll in die Landschaften eingefügt. Im Hochland zwischen Dresden und Nossen ließ sich die Autobahn größtenteils auf schnellstem Wege geradeaus führen, auch wenn dafür mitunter größere Ingenieurbauwerke erforderlich waren. So entstand wenige Kilometer westlich des Tanneberger Lochs die Autobahnbrücke Siebenlehn, die zur Bauzeit mit 70 Metern über Talgrund als höchste in Europa galt. Auch das vergleichsweise breite Tal der Wilden Sau bei Wilsdruff, wo die Saubachtalbrücke gebaut wurde, sowie die Überbrückung der Kleinen Triebisch bei Birkenhain machten keine scharfen Kurven erforderlich. Doch die Planung an der Großen Triebisch gestaltete sich schwieriger, denn das Tanneberger Loch stellte einen tiefen, verzweigten und schmalen Einschnitt dar, lag aber teils längs zur geplanten Trasse. Ein Planungsbüro erarbeitete zwei Varianten: Eine enthielt eine Brücke über das Triebischtal nördlich von Neutanneberg und den weiteren Verlauf südlich Alttannebergs und des Rothschönberger Tännichts, der erst knapp westlich des Autobahndreiecks Nossen, zwischen Deutschenbora und Hirschfeld, auf die heutige Trasse getroffen wäre.
Aus Kostengründen realisiert wurde jedoch die andere Variante: Zwei kleine Seitentäler dienten als Rampen hinab zur Triebisch und wieder hinauf. Die vorhandenen Landschaftsformen wurden dabei für den Autobahnbau geschickt genutzt und boten nach der Fertigstellung eine gelungene Abwechslung zu den Abschnitten auf der Hochfläche. Somit entstand eine sehr markante Streckenführung. Die Straße folgte dem Talverlauf und die beiden Richtungsfahrbahnen verliefen abschnittsweise an den Steigungen auf unterschiedlichen Höhenlagen. Im Triebischtal entstanden eine Brücke für die Straße von Tanneberg nach Groitzsch sowie eine kleine Durchfahrt, damit die Bauern ihre Wiesen jenseits der Autobahn weiter bewirtschaften konnten. Neu entstandene Böschungen wurden nicht begrünt, sondern der natürlichen Sukzession überlassen.
Adolf Hitler eröffnete die Autobahn Dresden–Meerane und damit den Abschnitt durch das Tanneberger Loch am 25. Juni 1937 mit einer Einweihungsfahrt. Bei einer Verkehrszählung an der nahen Saubachtalbrücke am Pfingstsonnabend, dem 4. Juni 1938, benutzten 4728 Pkw, 2384 Motorräder, 46 Lkw und 34 Busse die Autobahn. Diese Strecke – vierstreifig und ohne Langsamfahrstreifen bzw. Standspur – blieb in der Zeit der DDR mangels dringenden Bedarfs und finanzieller Mittel weitgehend unverändert. Am westlichen Ende entstand bis 1971 der Abzweig Nossen im Zusammenhang mit dem Neubau der Autobahn Leipzig–Grimma–Nossen, zudem wurde kurz vor der Wende in der DDR die Betondecke erneuert.

### Entwicklung in den 1990er Jahren
In den 1990er Jahren wurde aus verschiedenen Gründen, darunter bauliche, sicherheitstechnische und ökologische Aspekte, eine Trassenverlegung erforderlich.
Seit der Eröffnung in den 1930er Jahren nahm der Verkehr lange Zeit nur langsam, aber kontinuierlich zu. Außerdem waren die Fahrzeuge bis zum Ende der DDR nicht so schnell, so dass die Autobahn ausreichend war. Nach der Wende und der damit verbundenen stärkeren Durchlässigkeit der europäischen Binnengrenzen sowie der deutschen Wiedervereinigung stieg der Verkehr auf dieser wichtigen Verbindungsroute zwischen Ost- und Westeuropa, der Europastraße 40, jedoch drastisch an. Dabei liegt das Tanneberger Loch sogar an einem Schwerpunkt, und zwar in dem vielbefahrenen Abschnitt der A 4, auf dem der Verkehr von Dresden in Richtung Leipzig und Chemnitz sowie entgegengesetzt gebündelt ist. Er wird erst am Dreieck Nossen entflochten, wo die A 14 nach Leipzig abzweigt.
Zu Beginn der 1990er Jahre wurde der in Fahrtrichtung Chemnitz vorhandene Parkplatz an der Triebisch geschlossen. Durch die fehlenden Verzögerungs- und Beschleunigungsspuren war er zu einem großen Sicherheitsrisiko geworden. Auch die beiden engen Kurven sowie die für eine Autobahn extremen Steigungen und Gefällestrecken von bis zu sechs Prozent entsprachen nicht mehr den gültigen Richtlinien. Ferner wirkten sich die mikroklimatischen Bedingungen des Flusstals negativ auf den Verkehr aus, darunter häufigere Nebelbildung und Nässe bzw. Überfrierung der Fahrbahn.
Mit einer Verkehrsbelastung von mehr als 40.000 Fahrzeugen pro Tag entwickelte sich das Tanneberger Loch immer mehr zu einem Nadelöhr. Eine Analyse der IVV Aachen von 1991 prognostizierte ein Verkehrsaufkommen von 64.000 Fahrzeugen pro Tag für das Jahr 2010 (automatischen Verkehrszählungen von 2010 zufolge betrug der tatsächliche Wert dann sogar fast 80.000 Kfz pro Tag, was kleinräumigere Analysen durchaus schon in den 1990er Jahren prognostiziert hatten). Dies machte den Ausbau der gesamten Autobahn von Eisenach bis Görlitz als Teil des Verkehrsprojekts Deutsche Einheit (VDE) Nummer 15 erforderlich. In diesem Zusammenhang wurde auch der Ersatzneubau der alten Trasse im Tanneberger Loch durchgeführt. Weitere Streckenverlegungen im Rahmen des Ausbaus der A 4 sind die Nordverlegung bei Eisenach und die Nordverlegung mit Untertunnelung bei Jena. Auch der Weiterbau der A 4 von Weißenberg bis Görlitz bedingte eine Abweichung von der ursprünglichen, vorbereiteten Reichsautobahntrasse im Bereich der Königshainer Berge.
Bis zur Einweihung der neuen Strecke 1999 überstieg das Verkehrsaufkommen in Spitzenzeiten die Belastungsgrenze deutlich – mit durchschnittlich 66.000 Fahrzeugen pro Tag und einem Schwerlastverkehrsanteil von 20,5 Prozent war es bereits damals höher als der für 2010 prognostizierte Wert. Folge war, dass im Tanneberger Loch Behinderungen, Staus und Unfälle, insbesondere durch langsam fahrende Lkw, zeitweise an der Tagesordnung waren. Aus diesem Grund wurde, nachdem eine Geschwindigkeitsbegrenzung auf 100 km/h nicht den gewünschten Erfolg gebracht hatte, 1995 zur Erhöhung der Sicherheit für 5,6 Millionen DM (rund 2,9 Millionen Euro) ein computergesteuertes Verkehrsleitsystem mit Wechselverkehrszeichen installiert, die an Straßenverhältnisse und Verkehrsaufkommen angepasste Höchstgeschwindigkeiten anzeigten. Trotzdem ereigneten sich 1997 auf dem wenige Kilometer langen Abschnitt 64 schwere Unfälle mit 57 Verletzten und einem Toten, 1998 waren es 60 schwere Unfälle mit 35 Verletzten und einem Toten.
Ein weiterer Grund für die Streckenverlegung war die erhebliche Umweltbelastung. Durch die starken Steigungen befuhren viele Fahrzeuge die Strecke mit Vollgas, verbrauchten mehr Kraftstoff und stießen viele Schadstoffe aus. Die Frischluftzufuhr in dem engen Tal stellte sich ohnehin problematisch dar. Das ökologische Gleichgewicht des idyllischen Biotopes inmitten des Landschaftsschutzgebietes (LSG) Triebischtäler war sichtbar gestört. Die beiden Seitentäler in dem sensiblen Naturraum, die als Rampen dienten, waren völlig überbaut. Ein Ausbau der vorhandenen Strecke mit modernen Trassierungsparametern hätte mächtige Dämme und starke Einschnitte im Talraum der Triebisch erforderlich gemacht, darunter Rodungen bewaldeter Hänge. Ein Neubau hingegen konnte auf zuvor landwirtschaftlich genutzten Flächen auf der Hochebene erfolgen. Die darauf folgende Entsiegelung und Renaturierung der alten Trasse ermöglichte das Wiederverbinden jahrzehntelang unterbrochener Lebensräume für Flora und Fauna.

## Neubaustrecke

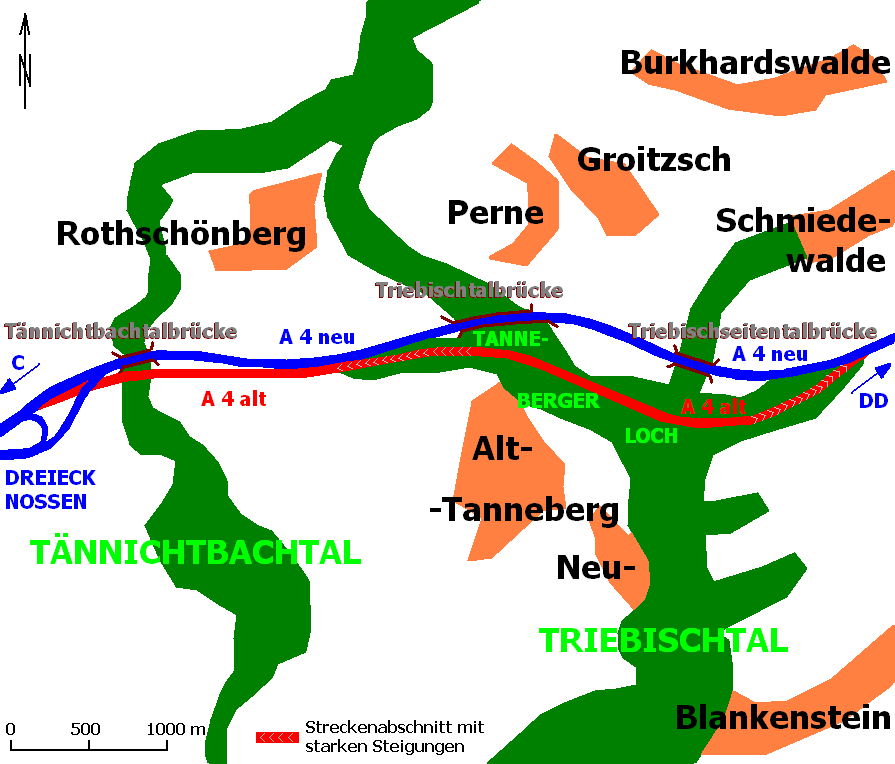
Karte des Gebiets um das Tanneberger Loch. Rot: alte Trasse; blau: Neubaustrecke.

Erste Planungsarbeiten begannen im Dezember 1991. Eine im März 1993 durchgeführte vertiefende Untersuchung zur Trassenverlegung Triebischtäler war letztendlich ausschlaggebend für die Neutrassierung. Das Planfeststellungsverfahren startete im Herbst 1994. Die Bauarbeiten liefen von 1996 bis 1999. Am 12. Januar 1999 weihte der damalige sächsische Arbeits- und Wirtschaftsminister Kajo Schommer die Richtungsfahrbahn Dresden–Chemnitz ein. Die Einweihungsfeier hatte mit Verspätung begonnen, da die Gäste wegen eines an einer Steigung aus dem Tanneberger Loch feststeckenden Lastkraftwagens im Stau standen. Auf der nach Chemnitz führenden Hälfte der Trasse waren vier verengte Fahrspuren eingerichtet, von denen zwei am 12. Januar in Betrieb gingen. Ende Februar 1999 wurde dann auch der Verkehr in der Gegenrichtung nach Dresden auf die neue Strecke verlegt.
Seit der Freigabe der ostwärts führenden Trassenhälfte am 1. Dezember 1999 läuft der Verkehr sechsspurig. Die Unfallzahlen gingen nach der Verlegung wesentlich zurück, das Verkehrsaufkommen stieg hingegen weiter an. Eine automatische Zählstelle der Bundesanstalt für Straßenwesen (BASt) im Bereich der Triebischtäler erfasste im Jahr 2003 genau 71.737 Kraftfahrzeuge innerhalb von 24 Stunden bei einem Schwerlastverkehrsanteil von 16,1 Prozent. Im Jahr 2007 waren diese Werte auf 80.270 Kfz und 18,2 Prozent Schwerlastanteil gestiegen, 2015 betrugen sie 88.933 Kfz und 19,2 Prozent und 2017 dann 95.819 Kfz und 21,3 Prozent. Infolge der Trassenverlegung aus dem Tal auf die Hochfläche nahm in Tanneberg, Rothschönberg und Groitzsch der Straßenverkehrslärm zu.
Die Ersatzneubaustrecke selbst gehört zu einem 7,9 Kilometer langen Planungsabschnitt zwischen Betriebskilometer 31,5 und 23,6, in dem neben drei Talbrücken auch acht kleinere Über- oder Unterführungsbauwerke nötig waren. Sie umgeht das Tanneberger Loch knapp nördlich auf der Hochfläche. Dies vermindert das Gefälle von 6 auf maximal 1,8 Prozent. Die Linienführung wurde begradigt, großzügige Kuppen- und Wannenausrundungen vorgenommen und die Kurvenradien vergrößert. Insgesamt wurden beim Bau rund eine Million Kubikmeter Erde bewegt, wobei sich die Abtragsmengen in Einschnitten ungefähr mit den Auftragsmengen bei Dämmen ausglichen. Zur Sammlung und Reinigung des Oberflächenwassers der Fahrbahn entstanden zehn Regenrückhaltebecken. Die neue Trasse ist nicht mehr vierstreifig ausgeführt, sondern enthält sechs Fahrspuren plus Standstreifen. Die Baukosten betrugen insgesamt 131 Millionen DM (rund 67 Millionen Euro). Davon entfielen allein 60 Millionen DM (rund 31 Millionen Euro) auf die drei großen Talbrücken über das Triebischseitental des Schmiedewalder Dorfbachs, die Triebisch selbst und den weiter westlich gelegenen Tännichtbach. Sie bestehen jeweils aus zwei getrennten Überbauten, die längs und quer beschränkt vorgespannt sind.
Die Deutsche Einheit Fernstraßenplanungs- und -bau GmbH (DEGES) plant den achtstreifigen Ausbau des stark frequentierten Abschnitts der A 4 zwischen den Autobahndreiecken Nossen und Dresden-Nord. Dies betrifft folglich auch die aus dem Tanneberger Loch herausverlegte Trasse.

### Triebischseitentalbrücke
Der Bau der Neubaustrecke begann im Juni 1996 mit der Triebischseitentalbrücke, die über den der Triebisch zufließenden Schmiedewalder Bach verläuft. Diese Spannbetonkonstruktion ist das östlichste der drei Großbauwerke und 330 Meter lang, 37 Meter breit an der höchsten Stütze 43 Meter hoch. Der im Taktschiebeverfahren hergestellte, 3,58 Meter hohe Überbau ist ein Durchlaufträger über sieben Felder. Das mittlere Feld hat eine Stützweite von 58 Metern, die beiden äußeren Felder sind 40 Meter lang, die übrigen vier haben 48 Meter Länge.

### Triebischtalbrücke

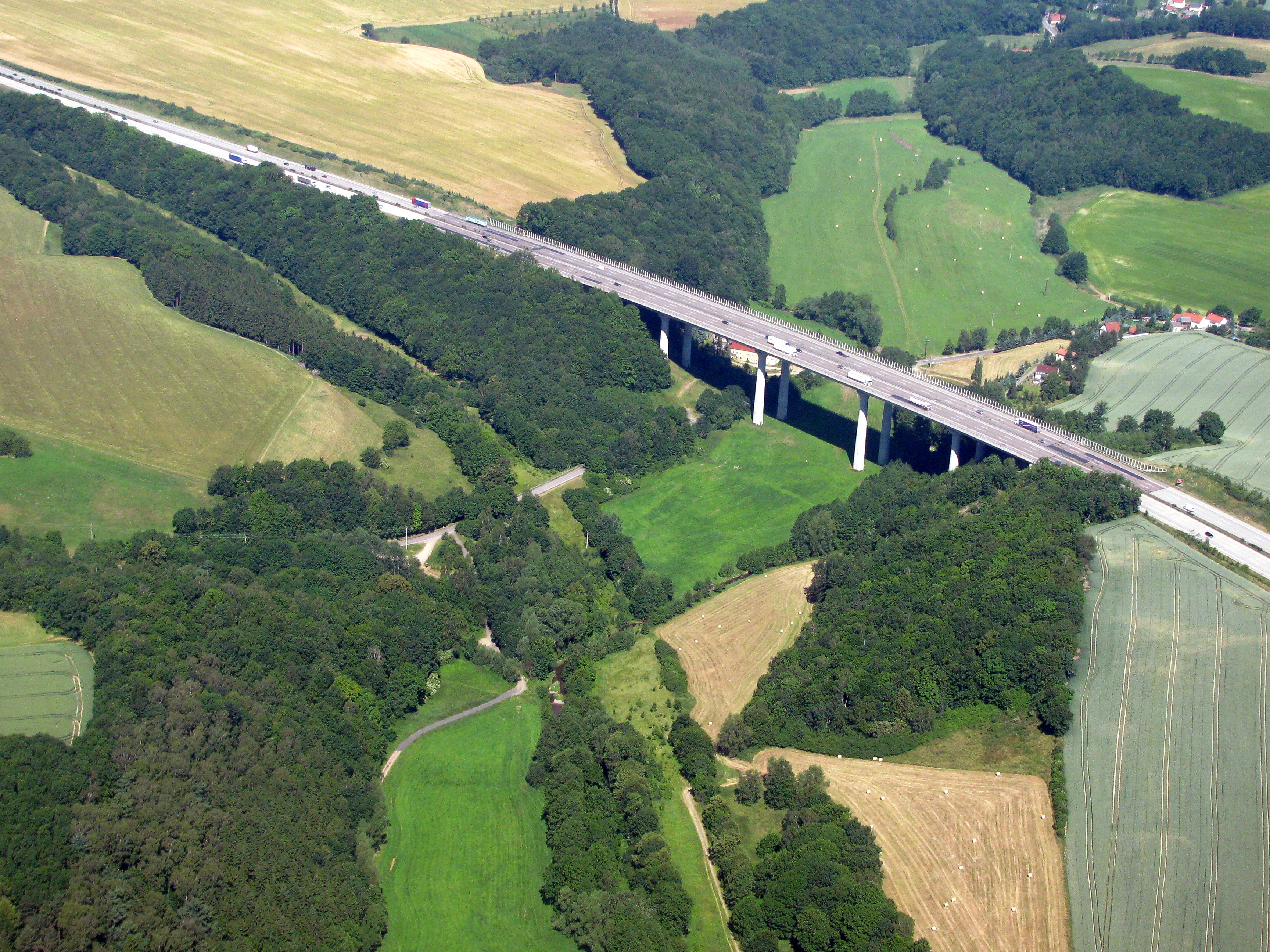
Triebischtalbrücke

Die mittlere der drei Brücken, die Triebischtalbrücke, ist bei einer Länge von 424 (Nordbrücke) beziehungsweise 427 Metern (Südbrücke) und einer Höhe von maximal 47 Metern die größte und setzt einen deutlichen Akzent in der Landschaft des Triebischtals. Auffällig sind die trompetenförmigen Stützenköpfe am oberen Ende ihrer Stahlbetonhohlpfeiler, deren Breite sich für die bessere Durchführbarkeit von Wartungsarbeiten auf neun Meter mehr als verdoppelt. Das Architekturbüro von Albert Speer junior wirkte an der Formfindung der Brückenpfeiler mit. Der Kastenquerschnitt des Überbaus hat eine Konstruktionshöhe von 4,88 Metern. Die Stützweite zwischen den Pfeilern beträgt 72 beziehungsweise 84 Meter. Der Talraum bleibt dadurch offen und durchlässig. Auch diese Brücke wurde im Taktschiebeverfahren hergestellt. Dazu schob die entsprechende Anlage die Überbauten vom westlichen Widerlager aus bergauf, wofür zusätzliche Hilfsstützen notwendig waren. Auf der Nordseite, in Richtung Dammmühle und Perne, steht eine transparente Lärmschutzwand.

### Tännichtbachtalbrücke
Das dritte und westlichste große Ingenieurbauwerk ist die Tännichtbachtalbrücke. Sie ist 190 Meter lang, maximal 21 Meter hoch und untergliedert sich in fünf Felder. Die Stützweite der Felder am Rand beträgt 35, die der drei anderen Felder in der Mitte jeweils 40 Meter. Die Brücke über das Tännichtbachtal liegt in Fahrtrichtung Dresden unmittelbar hinter dem Dreieck Nossen, weshalb sie dort fünf Fahrspuren, in der Gegenrichtung jedoch nur drei Fahrstreifen enthält. Der nördliche Überbau ist deshalb nur 18,75 Meter, der südliche hingegen 26,25 Meter breit. Zwischen beiden Überbauten liegt ein drei Meter breiter Zwischenraum, um bei der geringen lichten Höhe von etwa 19 Metern das Einfallen von genug Licht auf den Talgrund zu ermöglichen. Während der Brückenbauarbeiten kam es zu Betonierfehlern, weshalb ein 80 Meter langes Teil des Überbaus wieder abgerissen und neugebaut werden musste. Dadurch verzögerten sich die Arbeiten an dem Bauwerk, der Fertigstellungstermin der Gesamtstrecke im Dezember 1999 konnte jedoch eingehalten werden.

## Renaturierung der alten Trasse
Nachdem Ende Februar 1999 der Verkehr der Richtungsfahrbahn Chemnitz–Dresden auf die Brücke verlegt und die alte Autobahntrasse am und im Tanneberger Loch stillgelegt worden war, begann deren vollständiger Rückbau auf etwa 5,3 Kilometern Länge. Der aus der Fahrbahn gewonnene Beton wurde nach seiner Aufbereitung im neuen Straßenaufbau wiederverwendet. Ursprüngliche Pläne, eine Fahrspur der alten Autobahn durch den Krebsgrund zwischen Dammmühle und der Straße nach Rothschönberg zu erhalten, damit Lkw im Winter den noch steileren Anstieg der Straße in Alttanneberg umfahren können, wurden fallengelassen. Stattdessen wurde die Straße von Blankenstein nach Schmiedewalde zur Kreisstraße und leistungsfähigeren Nord-Süd-Verbindung ausgebaut. Das 1995 eingerichtete Verkehrsleitsystem wurde demontiert und etwas weiter östlich am Brabschützer Berg, der Steigung der A 4 aus dem Elbtalkessel zwischen der Anschlussstelle Dresden-Altstadt und dem Autobahndreieck Dresden-West (Bundesautobahn 17), wieder aufgebaut.
Neben dem Beton verschwanden auch der gesamte Unterbau sowie Ende 1999 die Brücke der die Autobahn im Tanneberger Loch überquerenden Verbindungsstraße von Tanneberg nach Groitzsch, die durch einen Damm ersetzt wurde. Für 2,5 Millionen Euro erfolgte eine Geländemodellierung. Um die Flächen zu begrünen, wurde Mutterboden aufgefüllt, darauf Trockenrasen gesät und insgesamt 70.000 Bäume und Sträucher gepflanzt. Im Zuge der Renaturierungsmaßnahmen wurde die Triebisch komplett freigelegt. Der alte Trassenverlauf ist noch erkennbar, da einerseits auf ihm größere Bäume fehlen, aber andererseits die Randgehölze ebenso erhalten blieben wie zum Teil auch der alte Damm. Auf ihm verläuft heute abschnittsweise nur noch ein kleiner Weg, außerdem liegen dort zwei Sammelbecken für Oberflächenwasser. Die Bepflanzung von zusätzlich 25 Hektar Fläche kompensierte den durch den Neubau verursachten Eingriff in die Landschaft.
Erlebbar ist die Natur an der alten Trasse für Fuß- und Radwanderer über ein gut ausgeschildertes Wegenetz. Ein Zeugnis der alten Reichsautobahn-Architektur im Tanneberger Loch ist die Ufermauer aus mit Granitsteinen verblendetem Beton am Wehr der Dammmühle. Es liegt unmittelbar unterhalb der einstigen zweiten (mittleren) Triebischbrücke („Bauwerk 35“) und wurde im Zusammenhang mit deren Bau, als der Mühlgraben einen neuen Verlauf erhielt, neu errichtet. Die Mauer wurde beim Hochwasser 2002 beschädigt und nachher nicht wieder repariert (Stand: 2020).